# Ur So Gay
«Ur So Gay» es una canción interpretada por la cantante estadounidense Katy Perry, incluida en su primer álbum de estudio One of the Boys de 2008.

## Antecedentes y composición
Cuando se le preguntó a Perry acerca de su primer sencillo, Perry dijo que la canción era sobre un chico metrosexual llamado Greg. La canción «no estaba destinado a ser un gran sencillo o mostrar lo que el álbum será en todo. Eso era para mis bloggers de Internet, así que no voy a salir de la nada». El A&R de Perry, Chris Anokute, confirmó lo dicho por Perry, donde comentó que no tenían planes para la cobertura de radio, pero solo quería poner esta canción como una «novedad». Como era de esperar, las ventas fueron bajas. Para el lanzamiento del sencillo, el sello de Perry le dijo que debía incluir una portada. Ella inicialmente quería la portada de una canción de Queen, pero no se le ocurrió que era particularmente digna de un club. Perry dijo que cuando la canción se lanzó, todas las chicas del lugar fueron a la pista de baile, y ella quería tener el mismo efecto.
«Ur So Gay» pertenece a los géneros del trip hop, y se mueve a un ritmo moderado. De acuerdo con la partitura publicada en el sitio Musicnotes.com por Sony/ATV Music Publishing, la canción está escrita en el tonalidad de mi menor. Se interpreta a 80 pulsaciones por minuto, y el rango vocal de Perry se extiende desde la nota más baja de mi a la nota más alta de re.

## Vídeo musical

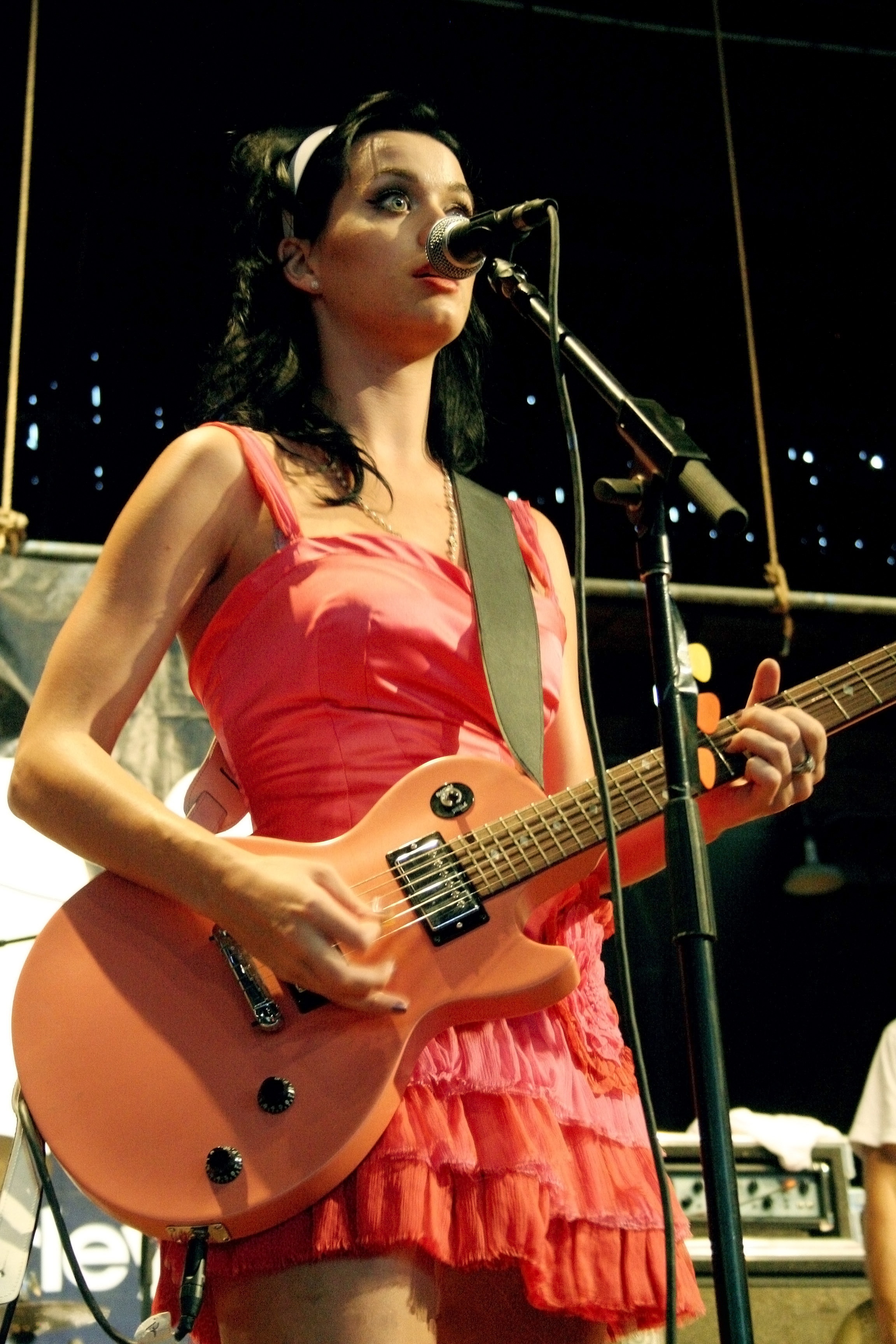
Katy Perry cantando "Ur So Gay" en el Warped Tour de 2008.

El vídeo fue dirigido por Walter May. Tiene una temática homosexual, con una representación de las muñecas Barbie.

### Trama
El vídeo comienza mostrando a Perry con una guitarra, se muestra sentada y rodeada por varias flores. De fondo se muestra el cielo y las nubes tienen caras sonrientes, luego se cambia la escena mostrando a un muñeco acostado en una cama, y tras ello Katy empieza a cantar. Se muestra a una muñeca (que es Katy Perry), la muñeca está en un ordenador enviando un mensaje al muñeco para ver si se podrían conocer.
En otra escena se ve al muñeco, se empieza a mostrar la habitación de él y este despierta, a continuación el muñeco está sentado, desnudo en la cama y sostiene una guitarra, se levanta, se mira en un espejo y se aplica un delineador de ojos.
En la siguiente escena, la muñeca está en un restaurante, luego el muñeco y la muñeca se encuentran juntos, pero el muñeco voltea a mirar y observa a otro muñeco que le llama la atención, y los muñecos se retiran del lugar, y la muñeca queda sola y confundida. La escena cambia y Perry sigue cantando en el mismo lugar de antes, luego aparece la muñeca en un baño y se mira al espejo, y empieza a cortarse el cabello y se lo tintura a color negro, y más tarde la muñeca esta en el computador y nota que el llegó un mensaje del muñeco que dice que: si podemos a volver a ver, y ella responde el mensaje. Se cambia la escena mostrando un auto de juguete mostrado las placas que dice: #1 SOY BOY, y aparece el muñeco conduciendo. En las últimas escenas, los dos muñecos se encuentran en una sala, y la muñeca le empieza a darle muchas bebidas hasta embriagarlo, luego el muñeco se duerme y la muñeca le baja los pantalones y se da de cuenta de que no tiene pene, luego la escena muestra a Perry cantado en el mismo escenario, pero de fondo las nubes tienen caras tristes, y termina cantando Katy diciendo: «Penis» (Pene).

## Crítica
La canción recibió críticas mixtas, y muchas de ellas señalaron que el tema es homófobo. La revista publicada por Time Inc., la Entertainment Weekly describe el sencillo como «"Ur So Gay"» son dieciocho tipos diferentes de irregularidad», Sean Daly, crítico de música pop, de la página web de tampabay.com de St.Petersburg Times, dice: «Perry canta «I kissed a girl», como Billy Squier con pantalones capri. Él es el novio, en el vídeo de «Ur So Gay» no es homofóbica, pero sí insulta a los hombres heterosexuales que no pueden manejar su límite», Stephen Thomas Erlewine de Allmusic describe la letra de la canción como un "cebo gay", En una entrevista con Zack del blog the NEW gay, la describe como: «La canción saca a relucir una serie de cansancio de estereotipos gay para condenar a uno de los exnovios de Perry, e incluye un coro paradójico que dice «Ur so gay» [Eres tan gay], pero ni siquiera les gustan a los chicos».
El portador de voz de Padre de Familia, Glenn Sacks, tiene varias críticas de la canción diciendo "Creo que si esta canción fuera realmente acerca de un hombre gay, no habría controversia mucho más. Debido a que la canción es acerca de un heterosexual, su fanatismo antihombres en gran parte pasa desapercibido". También dice: "Creo que lo que la canción hace es burlarse de la vergüenza del hombre por no ser lo «suficientemente hombre», sin embargo, las críticas de Glenn Sacks van en contra de la vergüenza del hombre, y la crítica va acompañada de su reciente sencillo "I kissed a girl". Slant Magazíne la revista en internet estadounidense, describe el término gay como: "Es curioso cómo la palabra es utilizada por los heterosexuales".

## Formatos yremixes
| «Ur So Gay» — Disco de vinilo de siete pulgadas |                 |          |  |
| N.º                                             | Título          | Duración |  |
| 1.                                              | «Ur So Gay»     | 3:39     |  |
| 2.                                              | «Use Your Love» | 3:01     |  |

| «Ur So Gay» — CD |                                  |          |  |
| N.º              | Título                           | Duración |  |
| 1.               | «Ur So Gay» (Edit)               | 3:39     |  |
| 2.               | «Ur So Gay» (Remix)              | 3:53     |  |
| 3.               | «Use Your Love»                  | 3:01     |  |
| 4.               | «Lost»                           | 4:20     |  |
| 5.               | «Ur So Gay» (Instrumental)       | 3:38     |  |
| 6.               | «Ur So Gay» (Instrumental Remix) | 5:55     |  |
| 7.               | «Ur So Gay» (Acapella)           | 3:15     |  |

| «Ur So Gay» — EP |                     |          |  |
| N.º              | Título              | Duración |  |
| 1.               | «Ur So Gay»         | 3:39     |  |
| 2.               | «Ur So Gay» (Remix) | 5:54     |  |
| 3.               | «Use Your Love»     | 3:03     |  |
| 4.               | «Lost»              | 4:20     |  |

## Listas y certificaciones
| Lista (2008)                      | Posición |
| --------------------------------- | -------- |
| Billboard Hot Dance Singles Sales | 1        |

| País           | Certificaciones |
| -------------- | --------------- |
| Brasil         | Platino         |
| Estados Unidos | Oro             |

## Créditos y personal
- Voz principal: Katy Perry y Whistles.
- Productor: Greg Wells.
- Grabación: Pearson en Rocket Carousel Studio.
- Mezcla de sonido: Joe Zook.
- Sección de cornos: Jerry Hey, Gary Grant, Bill Reichebach, Dan Higgins.
- Piano, Guitarra y Bajos: Greg Wells.
- Arreglo de cornos: Jerry Hey.